# Vòng loại Giải vô địch bóng đá thế giới 2006 – Khu vực châu Âu (Bảng 1)
Bảng 1 vòng loại giải vô địch bóng đá thế giới 2006 khu vực châu Âu là một bảng đấu thuộc vòng loại khu vực châu Âu. Bảng đấu gồm sự góp mặt của các đội Andorra, Armenia, Cộng hòa Séc, Phần Lan, Macedonia, Hà Lan, và Romania.
Kết thúc vòng đấu, đội đầu bảng Hà Lan giành 1 suất vào vòng chung kết World Cup 2006. Đội nhì bảng Cộng hòa Séc đi đấu vòng play-off khu vực châu Âu.

## Vị trí xếp hạng
| Chú thích                                                                                 |
| ----------------------------------------------------------------------------------------- |
| Các đội đầu bảng và hai đội nhì bảng có thành tích tốt nhất được vào thẳng vòng chung kết |
| các đội nhì bảng còn lại tham gia vòng play-off                                           |

| Đội tuyển     | Tr | T  | H | Th | Bt | Bb | Hs  | Đ  |
| ------------- | -- | -- | - | -- | -- | -- | --- | -- |
| Hà Lan        | 12 | 10 | 2 | 0  | 27 | 3  | +24 | 32 |
| Cộng hòa Séc  | 12 | 9  | 0 | 3  | 35 | 12 | +23 | 27 |
| România       | 12 | 8  | 1 | 3  | 20 | 10 | +10 | 25 |
| Phần Lan      | 12 | 5  | 1 | 6  | 21 | 19 | +2  | 16 |
| Bắc Macedonia | 12 | 2  | 3 | 7  | 11 | 24 | −13 | 9  |
| Armenia       | 12 | 2  | 1 | 9  | 9  | 25 | −16 | 7  |
| Andorra       | 12 | 1  | 2 | 9  | 4  | 34 | −30 | 5  |

|               | Andorra | Armenia | Cộng hòa Séc | Phần Lan | Bắc Macedonia | Hà Lan | România |
| ------------- | ------- | ------- | ------------ | -------- | ------------- | ------ | ------- |
| Andorra       | –       | 0–3     | 0–4          | 0–0      | 1–0           | 0–3    | 1–5     |
| Armenia       | 2–1     | –       | 0–3          | 0–2      | 1–2           | 0–1    | 1–1     |
| Cộng hòa Séc  | 8–1     | 4–1     | –            | 4–3      | 6–1           | 0–2    | 1–0     |
| Phần Lan      | 3–0     | 3–1     | 0–3          | –        | 5–1           | 0–4    | 0–1     |
| Bắc Macedonia | 0–0     | 3–0     | 0–2          | 0–3      | –             | 2–2    | 1–2     |
| Hà Lan        | 4–0     | 2–0     | 2–0          | 3–1      | 0–0           | –      | 2–0     |
| România       | 2–0     | 3–0     | 2–0          | 2–1      | 2–1           | 0–2    | –       |

## Kết quả
| Bắc Macedonia                            | 3 – 0      | Armenia |
| ---------------------------------------- | ---------- | ------- |
| Pandev 5' · Šakiri 37' · Šumulikoski 90' | (Chi tiết) |         |

| România              | 2 – 1      | Phần Lan       |
| -------------------- | ---------- | -------------- |
| Mutu 50' · Petre 90' | (Chi tiết) | Eremenko 90+3' |

| Phần Lan                           | 3 – 0      | Andorra |
| ---------------------------------- | ---------- | ------- |
| Eremenko 42', 64' · Riihilahti 58' | (Chi tiết) |         |

| România              | 2 – 1      | Bắc Macedonia |
| -------------------- | ---------- | ------------- |
| Pancu 15' · Mutu 88' | (Chi tiết) | Vasoski 70'   |

| Andorra           | 1 – 5      | România                                      |
| ----------------- | ---------- | -------------------------------------------- |
| Pujol 28' (ph.đ.) | (Chi tiết) | Cernat 1', 17' · Pancu 5', 83' · Niculae 70' |

| Hà Lan                 | 2 – 0      | Cộng hòa Séc |
| ---------------------- | ---------- | ------------ |
| van Hooijdonk 34', 84' | (Chi tiết) |              |

| Armenia | 0 – 2      | Phần Lan                    |
| ------- | ---------- | --------------------------- |
|         | (Chi tiết) | Forssell 24' · Eremenko 67' |

| Cộng hòa Séc | 1 – 0      | România |
| ------------ | ---------- | ------- |
| Koller 36'   | (Chi tiết) |         |

| Phần Lan                    | 3 – 1      | Armenia         |
| --------------------------- | ---------- | --------------- |
| Kuqi 9', 87' · Eremenko 28' | (Chi tiết) | Shahgeldyan 32' |

| Bắc Macedonia            | 2 – 2      | Hà Lan               |
| ------------------------ | ---------- | -------------------- |
| Pandev 45' · Stojkov 71' | (Chi tiết) | Bouma 42' · Kuyt 65' |

| Andorra     | 1 – 0      | Bắc Macedonia |
| ----------- | ---------- | ------------- |
| Bernaus 60' | (Chi tiết) |               |

| Armenia | 0 – 3      | Cộng hòa Séc                 |
| ------- | ---------- | ---------------------------- |
|         | (Chi tiết) | Koller 3', 75' · Rosický 30' |

| Hà Lan                                 | 3 – 1      | Phần Lan   |
| -------------------------------------- | ---------- | ---------- |
| Sneijder 39' · van Nistelrooy 41', 63' | (Chi tiết) | Tainio 13' |

| Bắc Macedonia | 0 – 2      | Cộng hòa Séc             |
| ------------- | ---------- | ------------------------ |
|               | (Chi tiết) | Lokvenc 88' · Koller 90' |

| Armenia      | 1 – 1      | România    |
| ------------ | ---------- | ---------- |
| Dokhoyan 60' | (Chi tiết) | Marica 29' |

| Andorra | 0 – 3      | Hà Lan                               |
| ------- | ---------- | ------------------------------------ |
|         | (Chi tiết) | Cocu 21' · Robben 31' · Sneijder 78' |

| Bắc Macedonia | 0 – 0      | Andorra |
| ------------- | ---------- | ------- |
|               | (Chi tiết) |         |

| Cộng hòa Séc                                     | 4 – 3      | Phần Lan                                      |
| ------------------------------------------------ | ---------- | --------------------------------------------- |
| Baroš 7' · Rosický 34' · Polák 58' · Lokvenc 87' | (Chi tiết) | Litmanen 46' · Riihilahti 73' · Johansson 79' |

| Armenia                        | 2 – 1      | Andorra   |
| ------------------------------ | ---------- | --------- |
| Hakobyan 30' · Khachatryan 73' | (Chi tiết) | Silva 56' |

| România | 0 – 2      | Hà Lan              |
| ------- | ---------- | ------------------- |
|         | (Chi tiết) | Cocu 1' · Babel 84' |

| Andorra | 0 – 4      | Cộng hòa Séc                                                              |
| ------- | ---------- | ------------------------------------------------------------------------- |
|         | (Chi tiết) | Jankulovski 31' (ph.đ.) · Baros 40' · Lokvenc 53' · Rosický 90+2' (ph.đ.) |

| Bắc Macedonia | 1 – 2      | România        |
| ------------- | ---------- | -------------- |
| Maznov 31'    | (Chi tiết) | Mitea 18', 58' |

| Hà Lan                           | 2 – 0      | Armenia |
| -------------------------------- | ---------- | ------- |
| Castelen 3' · van Nistelrooy 33' | (Chi tiết) |         |

| Cộng hòa Séc                                                                                   | 8 – 1      | Andorra   |
| ---------------------------------------------------------------------------------------------- | ---------- | --------- |
| Lokvenc 12', 92' · Koller 30' · Smicer 37' · Galasek 52' · Baros 79' · Rosický 84' · Polak 86' | (Chi tiết) | Riera 36' |

| Armenia         | 1 – 2      | Bắc Macedonia           |
| --------------- | ---------- | ----------------------- |
| Manucharyan 55' | (Chi tiết) | Pandev 29' (ph.đ.), 47' |

| Hà Lan                | 2 – 0      | România |
| --------------------- | ---------- | ------- |
| Robben 26' · Kuyt 47' | (Chi tiết) |         |

| Cộng hòa Séc                                        | 6 – 1      | Bắc Macedonia |
| --------------------------------------------------- | ---------- | ------------- |
| Koller 41', 45', 48', 52' · Rosický 73' · Baros 87' | (Chi tiết) | Pandev 13'    |

| România                    | 3 – 0      | Armenia |
| -------------------------- | ---------- | ------- |
| Petre 29' · Bucur 40', 78' | (Chi tiết) |         |

| Phần Lan | 0 – 4      | Hà Lan                                                    |
| -------- | ---------- | --------------------------------------------------------- |
|          | (Chi tiết) | van Nistelrooy 36' · Kuyt 76' · Cocu 85' · van Persie 87' |

| Bắc Macedonia | 0 – 3      | Phần Lan                     |
| ------------- | ---------- | ---------------------------- |
|               | (Chi tiết) | Eremenko 8', 45' · Roiha 87' |

| România       | 2 – 0      | Andorra |
| ------------- | ---------- | ------- |
| Mutu 29', 41' | (Chi tiết) |         |

| Andorra | 0 – 0      | Phần Lan |
| ------- | ---------- | -------- |
|         | (Chi tiết) |          |

| România       | 2 – 0      | Cộng hòa Séc |
| ------------- | ---------- | ------------ |
| Mutu 28', 56' | (Chi tiết) |              |

| Armenia | 0 – 1      | Hà Lan             |
| ------- | ---------- | ------------------ |
|         | (Chi tiết) | van Nistelrooy 64' |

| Cộng hòa Séc                           | 4 – 1      | Armenia      |
| -------------------------------------- | ---------- | ------------ |
| Heinz 47' · Polak 52', 76' · Baros 58' | (Chi tiết) | Hakobyan 85' |

| Phần Lan                                            | 5 – 1      | Bắc Macedonia |
| --------------------------------------------------- | ---------- | ------------- |
| Forssell 10', 12', 61' · Tihinen 41' · Eremenko 54' | (Chi tiết) | Maznov 48'    |

| Hà Lan                                                 | 4 – 0      | Andorra |
| ------------------------------------------------------ | ---------- | ------- |
| van der Vaart 23' · Cocu 27' · van Nistelrooy 43', 89' | (Chi tiết) |         |

| Phần Lan | 0 – 1      | România          |
| -------- | ---------- | ---------------- |
|          | (Chi tiết) | Mutu 41' (ph.đ.) |

| Cộng hòa Séc | 0 – 2      | Hà Lan                        |
| ------------ | ---------- | ----------------------------- |
|              | (Chi tiết) | van der Vaart 31' · Opdam 38' |

| Andorra | 0 – 3      | Armenia                                |
| ------- | ---------- | -------------------------------------- |
|         | (Chi tiết) | Sonejee 40' (l.n.) · Hakobyan 52', 62' |

| Phần Lan | 0 – 3      | Cộng hòa Séc                     |
| -------- | ---------- | -------------------------------- |
|          | (Chi tiết) | Jun 6' · Rosický 51' · Heinz 58' |

| Hà Lan | 0 – 0      | Bắc Macedonia |
| ------ | ---------- | ------------- |
|        | (Chi tiết) |               |

## Ghi bàn nhiều nhất
| Vị trí | Cầu thủ             | Đội tuyển     | Bàn thắng |
| ------ | ------------------- | ------------- | --------- |
| 1      | Jan Koller          | Cộng hòa Séc  | 9         |
| 1      | Ruud van Nistelrooy | Hà Lan        | 9         |
| 3      | Alexei Eremenko     | Phần Lan      | 8         |
| 3      | Adrian Mutu         | România       | 8         |
| 5      | Tomáš Rosický       | Cộng hòa Séc  | 6         |
| 6      | Milan Baroš         | Cộng hòa Séc  | 5         |
| 6      | Vratislav Lokvenc   | Cộng hòa Séc  | 5         |
| 6      | Goran Pandev        | Bắc Macedonia | 5         |
| 6      | Philip Cocu         | Hà Lan        | 5         |
| 10     | Jan Polák           | Cộng hòa Séc  | 4         |
| 10     | Mikael Forssell     | Phần Lan      | 4         |
| 12     | Dirk Kuyt           | Hà Lan        | 3         |
| 12     | Daniel Pancu        | România       | 3         |